# Fenouillet, Pyrénées-Orientales
Fenouillet är en kommun i departementet Pyrénées-Orientales i regionen Occitanien i södra Frankrike. Kommunen ligger i kantonen Saint-Paul-de-Fenouillet som tillhör arrondissementet Perpignan. År 2022 hade Fenouillet 96 invånare.

## Befolkningsutveckling
Antalet invånare i kommunen Fenouillet
| Referens: INSEE |